# Група 1 на периодичната система
Първа главна група от периодичната система на елементите, наречена още „Алкална група“ включва елементите:
- Li –  литий  – K 2s1
- Na – натрий – KL 3s1
- K – калий  – KLM 4s1
- Rb – рубидий  – KLM 4s24p65s1
- Cs –  цезий – KLM 5s25p66s1
- Fr –  франций – KLMN 6s26p67s1

Наименованието им произлиза от арабското алкали – основа, тъй като всичките дават силни основи.
Водородът е включван в първа група по стандартите на IUPAC, но той не се смята за представител на алкалните метали, поради различията му в химичните и физичните свойства, с тези на останалите представители на групата. Химичните елементи Na, K, Rb, Cs имат по 1 електрон в s-подслоя на последния слой и сходно запълнен предпоследен слой с 8 електрона. Те са електронни аналози и затова свойствата им и тези на образуваните от тях вещества са сходни. Li не е пълен електронен аналог на останалите, защото е само с 1s подслой и липсва p-подслоят, който е характерен за останалите в групата. Затова и някои негови свойства се различават. Францият не се разглежда, защото той е силно радиоактивен.

## Закономерности
При алкалните метали започва изграждането на външните електронни слоеве на елементите от II до IV период. Затова всички те имат сравнително големи атомни радиуси, нарастващи от Li към Cs, и малка йонизационна енергия на единствения ns1-електрон, намаляваща в същата посока. Ниската първа йонизационна енергия и много по-високите втора и следващи йонизационни енергии определят единствената степен на окисление и валентност (+1) на тези елементи. Поради възможността за приемане на електрон от незапълнения ns1-подслой, сродството към електрона има малка отрицателна стойност, намаляваща с увеличаване на атомната маса и атомния радиус, респективно. В същата посока намалява и електроотрицателността им. Най-малкият по размер Li+ има най-ниска хидратационна енергия, за която имат значение и по-слабото екраниране на ядрото от 1s2-електроните. Цезият има най-ниска стойност на йонизационна енергия и затова е най-силният редуктор и най-реактивоспособен от всички метали в неводна среда.
Атомите на алкалните метали могат да образуват двуатомни молекули M2 в газообразно състояние, подобно на водорода. Най-здрава е връзката Li-Li, поради най-високата стойност на енталпия на дисоциация на молекулата. Причината е най-малкият атомен радиус и най-доброто припокриване на 2s-атомните орбитали. След Li2 енталпията постепенно намалява и при Cs2 тя добива минимална стойност.
Всички алкални метали кристализират в кубична обемноцентрична решетка тип CsCl. В тези решетки междуатомните връзки са слаби, което е причина за малката плътност, малката твърдост и ниските температури на топене. Литият има най-малка плътност и е най-лекият от всички метали. По-леки от водата са Li, Na, K, по-тежки – Rb, Cs, като цезият е почти два пъти по-тежък от нея.
Всички алкални метали могат да се режат с нож. Най-мекият от тях е цезият, който прилича на восък. Той има и най-ниска температура на топене. Литият се отличава от аналозите си със значително по-високи температури на топене и кипене.
Като елементи с нечетен пореден номер алкалните метали са предимно моно- и двуизотопни.

## Откриване
Историята на алкалните елементи започва с откриването на натрия и калия. От най-дълбока древност светът е използвал техните съединения, но простите им вещества са открити от английския химик Хъмфри Дейви през 1807 г. Литият е открит през 1817 година от шведския химик Йохан Август Арфведсон в минерала петалит. През 1818 година Хъмфри Дейви получава първите количества от новия метал. Усиленото му изучаване започва през 1970-те. След 2000 г. се обръща усилено внимание на рубидия и цезия. Францият не е добре изучен.

## Разпространение
Na и K спадат към най-разпространените елементи на Земята. Натрият е 2,6% от земната кора, а калият – 1,5%. Известни техни минерали са халит (NaCl), мирабилит (Na2SO4•10H2O), тенадрит (Na2SO4), криолит (3NaF•AlF3), албит, боракс, силвин, силвинит, карналит, каянит, ортоклаз и други.
Литият често съпътства някои магнезиеви минерали, замествайки магнезия в тях, защото атомните радиуси на Li и Mg са много близки. Литият образува и самостоятелен сподумен LiAlSi2O6, който е малко разпространен.
Рубидиевите и цезиевите съединения не образуват самостоятелни находища, а често се срещат като примеси към калиевите минерали.

## Физични свойства
Простите вещества на алкалните елементи са сребристобели на цвят, със силен метален блясък, с изключение на цезия, който има златист оттенък. Те са меки и пластични. Режат се с нож подобно на натрия. Също като него са електро- и топлопроводими. Атомите им са подредени в метална кристална решетка. С увеличаване на атомния номер (Z) на елементите плътността на металите се увеличава, а температурите им на топене и кипене се понижават. Простите вещества на алкалните елементи са метали. Съхраняват се в среда от петрол, но Li, Na, K могат да се обработват на въздух, ако се избягва продължителен контакт с него.
Парите на тези метали и техните летливи соли оцветяват пламъка в характерни цветове: Li – тъмночервено, Na – жълто, K – лилаво, Rb – червено-лилаво и Cs – синьо. Попаднали в пламъка, ns1-електроните се възбуждат за ~10-8 секунди. При връщането в изходното състояние се излъчват топлинни лъчи, разсейващи светлината.

## Химични свойства
Алкалните метали са най-активните метали заради ниските си електроотрицателности и стойности на йонизационната енергия. Като силни редуктори те се окисляват от водата, кислорода и на въздуха се покриват с оксиден, хидроксиден и карбонатен слой, който при лития е примесен с Li3N.
Активността им се засилва от Li към Cs в съответствие с намаляването на йонизационната енергия в тази посока. При обикновена температура литият реагира бавно с водата, натрият и калият – буйно, а рубидият и цезият – експлозивно. Rb и Cs се възпламеняват и при контакт с лед:
{\displaystyle {\ce {2M + 2H2O -> 2MOH + H2}}}
Буйното протичане на тази реакция е заради ниските температури на топене на металите.
По аналогичен начин протича взаимодействието с метални оксиди, като Rb и Cs могат да редуцират Si(IV) от кварца. При реакцията на лития с вода има кинетична бариера.
При обикновени условия алкалните метали горят в силни окислители като флуор и хлор, а при леко нагряване с брома, сярата, фосфора и другите неметали. При взаимодействие с въглерод, Li и Na образуват ацетилениди (Li2C2, Na2C2), а останалите елементи дават аналогични съединения при взаимодействие на техни амонячни разтвори с етин.
Литият при взаимодействие с кислород образува само оксид (Li2O), натрият – оксид (Na2O) или пероксид (Na2O2), а останалите алкални метали образуват оксиди – М2О, пероксиди – М2О2 и супероксиди – МO2, според средата и условията на окисление.
Алкалните метали са редуктори спрямо водорода и образуват твърди солеобразни хидриди, в които водородът е в -1 степен на окисление – LiH, NaH и други. LiH е най-стабилният от алкалните хидриди. Хидридите реагират с водата и амоняка до хидроксиди, респективно имиди, и отделяне на водород:
{\displaystyle {\ce {2LiH + 2H2O -> 2LiOH + 2H2 ^}}}
{\displaystyle {\ce {2LiH + NH3 -> Li2NH + 2H2 ^}}}
Всички алкални метали реагират с вода до хидроксид.
Всички алкални метали взаимодействат с киселините, давайки съответните соли, които, с изключение на слабо разтворимите LiF, Li2CO3, Li3PO4 и LiOH, са силно разтворими.
Химичната връзка в повечето съединения на алкалните метали е до голяма степен йонна. Сферичните йони на алкалните метали имат конфигурацията на благороден газ и затова слабо се поляризират, с изключение на Li+, което е и причината повечето съединения на алкалните метали са безцветни или бели. Оцветяването най-често се дължи на аниона.

## Съединения

### Халогениди
От халогенидите на алкалните метали най-голямо значение има NaCl. Изразходва се предимно за производството на Na2CO3, NaOH и други натриеви соли. Той има и значение за човешкия организъм.
KCl се получава чрез прекристализация на силвин. От него се получават други калиеви соли – KNO3, K2SO4, K2CO3, KClO3, KClO4.
Литиевите халогениди, NaI и KI се разтварят в някои кислородсъдържащи органични разтворители с образуването на комплекси.

### Оксиди, пероксиди, супероксиди
При загряване на алкалните метали във въздуха в зависимост от тяхната активност се получават различни продукти – Li2O и малки количества Li2O2; Na2O и малко Na2O2; супероксиди – MO2 при K, Rb, Cs.
Оксидите се получават при термично разлагане от пер- и супероксиди или чрез редукция на нитрити и нитрати на съответния метал:
{\displaystyle {\ce {Na2O2 +2Na -> 2Na2O}}},
{\displaystyle {\ce {2KNO2 + 6K -> 4K2O + N2}}},
{\displaystyle {\ce {2RbNO3 + 10Rb -> 6Rb2O + N2}}}.
Оксидите на алкалните метали са стабилни при нагряване до 500 °C. Цветът им се променя с увеличаване на атомната маса на метала – Li2O и Na2O са бели, K2O – слабожълтеникав, Rb2O – светложълт, Cs2O – оранжев. Всички оксиди, освен Cs2O, кристализиращ в хексагонална сингония, тип CdI2, кристализират в кубична сингония.
Литиевият пероксид се получава от етанолов разтвор на LiOH и H2O2. Първоначален продукт е литиев хидрогенпероксид, който се разпада поради нестабилността си:
{\displaystyle {\ce {LiOH + H2O2 -> LiOOH + H2O}}}
{\displaystyle {\ce {2LiOOH -> Li2O2 + H2O2}}}
Na2O2 се получава от Na с пропускане на допълнително O2. Пероксидите на останалите алкални метали се получават при окисление на амонячни разтвори на металите.
Оксидите, пероксидите и субоксидите реагират с водата, давайки съответните хидроксиди.
При частично окисление на Rb и Cs в недостиг на въздух и при ниски температури се получават субоксиди – Rb9O2, Rb2O, Cs11O3, Cs7O.

### Хидроксиди
Хидроксидите на алкалните метали са твърди, бели, силно хигроскопични вещества с ниска температура на топене – от 471 °C за LiOH до 272 °C за CsOH. В стопено състояние разяждат порцелана и стъклото, тъканите и кожата. Разтварянето им е силно екзотермичен процес. Всичките са много силни основи. Поглъщат CO2 и H2S, поради което се използват за отстраняване на тези газове от петролните продукти. Реагират буйно със съответните киселини и алкохоли до съответните соли и алкохолати, както и с амфотерните хидроксиди на Al, Sn, Pb, Zn.
При обикновени условия LiOH е монохидрат и се обезводнява лесно при нагряване при понижено налягане. Използва се най-много за автомобилна грес – литиев стеарат. Литиевият хидроксид повишава мощността на алкалните акумулатори.
Натриевата основа промишлено се получава при електролиза на разтвор на NaCl. Катодът е железен, а анодът – графитов и полуреакциите на тях са:
катод {\displaystyle {\ce {2H2O + 2e- -> 2OH- + H2}}}
анод {\displaystyle {\ce {2Cl- - 2e- -> Cl2}}}
За да не реагират веществата помежду си, се използва изкуствена полимерна мембрана за обмяна на йони.
NaOH се използва широко в органичния и неорганичния синтез – при преработката на нефта и мазнините, в сапуненото производство, текстилната, каучуковата и хартиената промишленост и за получаването на различни соли за неутрализация.
Калиевата основа е сходна по свойствата и начина на получаването ѝ, но е по-хигроскопична. В 50% водни разтвори се използва в перилните препарати. Разтваря се добре в етанол, а този разтвор се използва широко в органичния синтез:
{\displaystyle {\ce {HO- + C2H5OH -> C2H5O- + H2O}}}.

### Соли на кислородсъдържащи киселини
Безводният Na2CO3, калцинирана сода, се получава по метода на Солвей. Чист NaHCO3, сода за хляб, се използва в хранителната промишленост и като очистващо средство в домакинството. Може да се получи по реакцията:
{\displaystyle {\ce {Na2CO3 + H2O + CO2 -> 2NaHCO3}}}
K2CO3 ме може да се получи по метода на Солвей, защото KHCO3 е по-разтворим от карбоната. Получава се при пропускане на CO2 в разтвор на KOH.
Литиевият и магнезиевият карбонат се разлагат при нагряване:
{\displaystyle {\ce {Li2CO3 -> Li2O + CO2}}}
Останалите алкални карбонати са термично стабилни.
От всички алкални нитрати, само NaNO3 се среща в природата под формата на чилска селитра. Останалите нитрати се получават от съответните карбонати и хидроксиди чрез разтваряне на HNO3 и следваща кристализация.
При загряване алкалните нитрати се разлагат до нитрити с отделяне на кислород:
{\displaystyle {\ce {2NaNO3 -> 2NaNO2 + O2}}}
Изключение е LiNO3, защото е нестабилен и се разлага до Li2O:
{\displaystyle {\ce {2LiNO3 -> Li2O + 2NO2 + 1/2O2}}}
Литиевият нитрат се използва за направата на тъмночервени фойерверки и светлинни сигнали. Кристализира с 3 молекули вода.
От сулфатите на алкалните метали най-голямо значение има Na2SO4. Той се използва в производството на амбалажна хартия. Хидратната му форма, Na2SO4•10H2O, се нарича Глауберова сол и има медицинско приложение.
Сулфатите на алкалните метали без лития и тривалентните метали образуват двойни соли, наречени стипци, с обща формула (MIMIIISO4)2•12H2O. Изградени са от два хидратни катиона и два сулфатни аниона – [MI(H2O)6]+[MIII(H2O)6]3+•2[SO4]2-.

### Други съединения
Алкалните метали образуват малко слабо разтворими съединения. Изключение прави литият. Слабо разтворима натриева сол е натриевият хексахидроксиантимонат – Na[Sb(OH)6], а аналогичната калиева сол е много разтворима.
Слабо разтворими калиеви соли са KClO4, K2[PtF6], K3[Co(NO2)6] и KHC4H4O6.
Аналогичните рубидиеви и цезиеви соли също са слаборазтвориими. Това се обяснява с големите йонни радиуси на K+, Rb+ и Cs+, определящи ниски стойности на хидратационна енергия.

### Органометални съединения
Литият, натрият и калият образуват алкилни и арилни производни с практическо приложение. Те се получават от халогенопроизводни на съответните въглеводороди. Процесът се извършва в органичен разтворител и инертна атмосфера:
{\displaystyle {\ce {C2H5Cl + 2Li -> C2H5Li + LiCl}}}.
Друг метод за тяхното получаване е от органоживачни съединения:
{\displaystyle {\ce {2Li + HgR2/HgAr2 -> 2LiR/2LiAr + Hg}}}
От органометалните съединения най-стабилни са литиевите производни, които за разлика от натриевите и калиевите могат да се разтварят в органични неполярни органични разтворители. Органометалите производни на алкалните метали са силно реактивни вещества и се използват широко в органичния синтез.
Известни са различни производни на алкалните метали с коронни етери, например с 18-коронен-6-етер. В зависимост от броя на атомите в хетероцикъла и разположението им, се образуват празнини с различни размери, в които се вмъкват йоните на алкалните метали – [K(18-коронен-6)]OH, [K(18-коронен-6)]MnO4 и други. Най-нестабилни са литиевите, а най-стабилни – калиевите производни. Тези комплекси са стабилни в органични разтворители.
Получени са съединения, в които алкалните метали са от (-1) степен на окисление – алкалиди, например Na-. Тези йони се стабилизират с полициклени етери, например кирптат-222 – [Na(кирптат-222)]+Na-. Аналогични криптати има и при K-, Rb- и Cs-.
При лития е получен тъмносин литиев кирптат с формула [Li(криптат)]+e-. Такива съединения са наречени електриди и се получават и при другите алкални метали с подходящи коронни етери или криптати – [Cs(15-коронен-5)2]+e-.

## Получаване
Литият и натрият се получават чрез електролиза на техните стопени соли или основи, защото само при тези условия йоните на натрия и лития могат да бъдат редуцират до свободни метали. Калий, рубидий и цезий не могат да бъдат получени чрез този метод поради тяхната ниска температура на топене и летливост. Калият се получава като през стопен KCl се пропускат пари на натрий. По аналогичен начин се получават Rb и Cs, но за редуктор се използва Ca.
Алкалните метали могат да се получат и чрез електролиза на разтвори на техни соли, но само при живачен катод с високо съхранено напрежение на водорода. Отделената амалгама може да се използва директно или да се дестилира. Тежките алкални метали могат да се получат при нагряване на техните оксиди:
{\displaystyle {\ce {3Cs2O + 2Al -> Al2O3 + 6Cs}}}
При някои соли редукцията е възможна и с въглерод:
{\displaystyle {\ce {Cs2CO3 + 2C -> 2Cs + 3CO}}}
Пречистването се извършва с дестилация. Съхраняват се под петрол.

## Употреба
Литият участва в леки и твърди сплави в металостроенето. Използва се и за очистване на аргон при получаването му от въздуха.
Натрият се използва като сушител в органични разтворители. Изразходва се предимно за NaPb, чрез който се синтезира (C2H5)4Pb:
{\displaystyle {\ce {4NaPb + 4C2H5Cl->(C2H5)4Pb + 4NaCL +3Pb}}}
Това приложение на натрия намалява от екологични съображения. Натрият намира широка употреба за получаването на силни редуктори – NaH, CH3ONa, NH2Na, амалгама, и силни окислители – Na2O2, както и като редуктор в металургията:
{\displaystyle {\ce {TiCl4 + 4Na -> Ti + 4NaCl}}}
Сплавта на Na и K е течна при обикновени условия и се използва като охладител в първия охладителен контур на ядрените реактори.
Цезият и рубидият се използват за направата на фотоелементи, при които светлинната енергия се превръща директно в електрична енергия. За целта се използва полупроводниковият Cs2Sb.